# Rapicactus
Rapicactus eine Pflanzengattung aus der Familie der Kakteengewächse (Cactaceae). Der botanische Name der Gattung leitet sich vom lateinischen Wort rapum für ‚Rübe‘ ab und verweist auf die Form der Wurzeln.

## Systematik und Verbreitung
Die Gattung Rapicactus ist im Nordosten von Mexiko verbreitet.
Die Erstbeschreibung der Gattung durch Franz Buxbaum und Hanns Oehme wurde 1942 veröffentlicht. Die Typusart der Gattung ist Rapicactus subterraneus.
In der 2. Auflage der CITES Cactaceae Checklist von 1999 behandelte David Hunt die Gattung Rapicactus als Synonym der Gattung Turbinicarpus. Nach der neuesten Bearbeitung der Gattung durch Davide Donati und Carlo Zanovello, unter Beachtung der verschiedenen Jugendstadien der Pflanzen, wurde die Gattung Rapicactus wieder für gültig erklärt und einige Arten von Turbinicarpus zu Rapicactus gestellt.

### Systematik nach N.Korotkova et al. (2021)
Die Gattung umfasst die folgenden Arten:
- Rapicactus beguinii (N.P.Taylor) Lüthy
  - Rapicactus beguinii subsp. beguinii
  - Rapicactus beguinii subsp. hintoniorum (A.Hofer) Lüthy
- Rapicactus booleanus (G.S.Hinton) D.Donati
- Rapicactus mandragora (Frič ex A.Berger) Buxb. & Oehme
  - Rapicactus mandragora subsp. mandragora
  - Rapicactus mandragora subsp. pailanus (Halda & Panar.) Lüthy ≡ Rapicactus pailanus (Halda & Panar.) D.Donati
- Rapicactus subterraneus (Backeb.) Buxb. & Oehme
- Rapicactus zaragosae (Glass & R.A.Foster) D.Donati ex D.Aquino

Synonyme der Gattung sind Turbinicarpus subg. Rapicactus (Buxb. & Oehme) Zachar  (2004, nom. inval.) und Lodia Mosco & Zanovello (2000).

### Systematik nach D.Donati und Zanovello (2003)
Nach Donati und Zanovello gliedert sich die Gattung Rapicactus wie folgt:
- Untergattung Rapicactus
  - Rapicactus beguinii (N.P.Taylor) Lüthy
    - Rapicactus beguinii subsp. beguinii
    - Rapicactus beguinii subsp. hintoniorum (A.Hofer) Lüthy

  - Rapicactus booleanus (G.S.Hinton) D.Donati
  - Rapicactus subterraneus (Backeb.) Buxb. & Oehme
  - Rapicactus zaragozae (Glass & R.A.Foster) D.Donati

- Untergattung Lodia (Mosco & Zanov.) D.Donati
  - Rapicactus mandragora (Frič ex A.Berger) Buxb. & Oehme
  - Rapicactus pailanus (Halda & Panar.) D.Donati ≡ Rapicactus mandragora subsp. pailanus (Halda & Panar.) Lüthy

Ein Synonym der Gattung ist Lodia Mosco & Zanov. (2000).

## Weiterführende Literatur
- J. M. Lüthy: Rapicactus Buxbaum and Oehme: revision of the genus. In: Cactus & Co. Bd. 7, Nr. 1, 2003, S. 4–43.
- Alejandro De la Rosa-Tilapa, Monserrat Vázquez-Sánchez, Teresa Terrazas: Stem anatomy of Turbinicarpus s.l. (Cacteae, Cactaceae) and its contribution to systematics. In: Plant Biosystems. Band 153, Nr. 4, 2019, S. 600–609 (doi:10.1080/11263504.2018.1527791).
- Monserrat Vázquez-Sánchez, Daniel Sánchez, Teresa Terrazas, Alejandro De La Rosa-Tilapa, Salvador Arias: Polyphyly of the iconic cactus genus Turbinicarpus (Cactaceae) and its generic circumscription. In: Botanical Journal of the Linnean Society. Band 190, Nr. 4, 2019, S. 405–420 (doi:10.1093/botlinnean/boz027).